# Phyllanthus maritimus
Phyllanthus maritimus är en emblikaväxtart som beskrevs av Johannes Jacobus Smith. Phyllanthus maritimus ingår i släktet Phyllanthus och familjen emblikaväxter. Inga underarter finns listade i Catalogue of Life.